# Exoneura turneri
Exoneura turneri är en biart som beskrevs av Cockerell 1914. Exoneura turneri ingår i släktet Exoneura och familjen långtungebin. Inga underarter finns listade i Catalogue of Life.